# Ernest Orlando Lawrence
Ernest Orlando Lawrence (Canton, Južna Dakota, 8. kolovoza 1901. - Palo Alto, Kalifornija, 27. kolovoza 1958.), američki fizičar. Doktorirao (1925.) na Sveučilištu Yale. Profesor na Kalifornijskom sveučilištu u Berkeleyu (od 1928.). Pridonio je razvoju moderne nuklearne fizike radom na akceleratorima električki nabijenih čestica. U suradnji s američkim fizičarom Davidom Sloanom prvi je upotrijebio linearni akcelerator za dobivanje čestica visokih energija. Od 1930. do 1932. konstruirao ciklotron, i dobio za to 1939. Nobelovu nagradu za fiziku. Tijekom Drugog svjetskog rata sudjelovao je na Projektu Manhattan u izradbi atomske bombe. Proučavao umjetne nuklearne transmutacije (pretvorbe), umjetnu radioaktivnost i utjecaj ionizirajućeg zračenja na živa bića. Po njem je nazvan kemijski element lorensij.

## Ciklotron
Ciklotron je akcelerator čestica kod koga se projektilima mogu dati umjetnim putem brzine koje odgovaraju električnim naponima od nekoliko milijuna volti pomoću razmjerno niskog napona od nekoliko desetaka tisuća volta. 
Glavni dio ciklotrona je jedan golemi elektromagnet među čijim polovima vlada vrlo jako magnetsko polje. U tom se polju nalazi šuplja, hermetički zatvorena kutija u obliku plosnatog valjka od mjedi. Kutija je napunjena rezrijeđenim plinom čije se jezgre upotrebljavaju kao projektili. U toj kutiji nalazi se komora za ubrzavanje koja se sastoji od dviju poluvaljkastih šupljih kutija, takozvana duanata. Oba duanata su odijeljena jedan od drugoga uskim procijepom, širokim oko 3 centimetra. Svaka polovina je dobro međusobno izolirana kao i prema vanjskoj kutiji. Oba su duanata spojena s polovima visokofrekventnog izmjeničnog napona od nekoliko tisuća volti, na primjer oko 40 000 V. Zbog toga u procijepu između tih šupljih polovina vlada izmjenično električno polje kojemu se jakost mijenja s naponom. U sredini procijepa nalazi se užarena žica koja služi kao izvor elektrona. Ti elektroni ioniziraju razrijeđeni plin i stvaraju mnoštvo protona, deuterija ili alfa-čestica, već prema tome da li se u kutiji nalazi obični vodik, teški vodik (deuterij) ili helij. 
Zamislimo da je magnetsko polje upereno okomito na ravninu papira. Neka je gornja polovina negativna, a donja pozitivna. Električno polje koje odgovara tom naponu vlada samo u uskom procijepu među objema duantima, dok ga nema u unutrašnjosti duanata. Proton koji se u određenom trenutku nalazi u procijepu, gibat će se pod utjecajem električnog napona i dobivenom brzinom uletjeti u duant gdje nema električnog polja. Kako na njega djeluje i magnetsko polje, to će mu se staza saviti u krug. Frekvencija izmjeničnog napona je baš takva da se smjer napona promijeni u protivan kada proton proleti polovinu svoje kružne staze, to jest kada iz duanta dođe na rub procijepa. Ovdje na proton već djeluje izmijenjeni napon, pa mu poveća brzinu kao prije. S tom povećanom brzinom proton uđe u drugi duant, a magnetsko polje zakrivi mu stazu u polukrug većeg promjera. 
Taj se proces nastavlja dalje, i proton dobiva razmjerno toliko energije koliko puta projuri kroz procijep. Ako je na primjer napon među duantima 40 000 V, a proton je proletio sto puta kroz procijep, on će na kraju imati energiju koju bi mu dao napon od 40 000∙100 = 4 000 000 volti. Staza protona ima oblik spirale kojoj su uzvoji sve gušći. Na kraju puta proton dođe do negativne otklonske pločice koja se zove deflektor, pa mu se staza promijeni i on izleti kroz prozorčić od vrlo tankog aluminijskog listića. Na taj način dobiva se iz ciklotrona snažan mlaz čestica koje imaju veliku kinetičku energiju. Takav mlaz projektila ulazi zatim u prostor za istraživanje i udara u pločicu elementa čije atome želimo razbijati. Izlazi li iz ciklotrona mlaz deuterija ili alfa-čestica i stavimo li pred prozorčić tvar iz koje deuterij izbija neutrone (led teške vode, litij ili berilij), dobit ćemo vrlo jaki izvor neutrona. 
Ciklotron izrađen u Berkleyu, Kalifornija sadrži 4 000 tona čelika i 300 tona bakra, a daje toliku množinu neutrona koliku bi dalo 49 000 kilograma radija.

## Vanjske poveznice
- Biografija na Science & Technology Review (engl.)